# George Sidney
George Sidney (Long Island City, 4 de outubro de 1916  –  Las Vegas, 5 de maio de 2002) foi um diretor de cinema e produtor de filmes americano que trabalhou principalmente na Metro-Goldwyn-Mayer.

## Biografia

### Primeiros anos
Sidney nasceu em uma família judaica-húngara em Long Island City, Nova York. Os pais de Sidney eram atores, e Sidney começou a atuar quando criança no palco e em filmes mudos, além de trabalhar como músico.

### Diretor de curtas na MGM
O pai de Sidney conseguiu um emprego como executivo na Loew's Inc. Sidney conseguiu um emprego na MGM como mensageiro e depois como office boy. Ele passou a dirigir testes de tela, além de tirar fotos.
Sidney foi designado para dirigir as comédias Our Gang, que a MGM acabara de adquirir de Hal Roach, em 1938. Sidney, então com 21 anos, era o diretor sênior do Our Gang mais jovem que a série tinha, e era apenas nove anos mais velho que o filho mais velho do Our Gang, o irmão de Carl "Alfalfa" Switzer, Harold Switzer.
Depois de um ano trabalhando nos curtas do Our Gang, Sidney passou para a série Crime Não Paga e para as populares especialidades de Pete Smith.

### Recursos iniciais
Sidney se graduou em direção de filmes com Free and Easy (1941). Ele o seguiu com o Pacific Rendezvous (1942) e o Pilot No. 5 (1942). Ele então trabalhou na direção de musicais de grande escala, como The Harvey Girls (1946), Os Três Mosqueteiros (1948), Annie Get Your Gun (1950) e Kiss Me Kate (1953).

## Columbia
Sidney deixou a MGM para fazer The Eddy Duchin Story (1956) na Columbia Pictures, onde ele se baseou na década seguinte para filmes como Jeanne Eagels (1957), Pal Joey (1957), Quem era essa senhora? (1960), Pepe (1960) e Bye Bye Birdie (1963).
Ele voltou à MGM para filmar A Ticklish Affair (1963) e Viva Las Vegas de Elvis Presley (1964). Seu último filme foi Half a Sixpence (1967).

## Animação
Sidney tornou-se amigo dos diretores de animação da MGM William Hanna e Joseph Barbera. O Jerry Mouse de Hanna e Barbera apareceu ao lado de Gene Kelly no filme de Sidney, Anchors Aweigh (1945). Depois que a MGM fechou seu estúdio de animação em 1957, Sidney ajudou Hanna e Barbera a fechar um acordo com a Screen Gems, a divisão de televisão da Columbia Pictures, para formar o bem-sucedido estúdio de animação de televisão Hanna-Barbera Productions, e era acionista da empresa. Sidney mais tarde apresentou Fred Flintstone, de Hanna-Barbera, Barney Rubble, Huckleberry Hound e Yogi Bear em Bye Bye Birdie (1963).
Em 1961, Sidney apareceu como ele mesmo, junto com o cão Lassie no episódio "Os Stones vão a Hollywood" da sitcom The Donna Reed Show. O episódio incluiu o atual filme de Sidney, Pepe, no qual Donna Reed fez uma participação especial.

## Prêmios
Sidney foi indicado ao prêmio Directors Guild of America quatro vezes, começando com o exuberante remake Technicolor de Show Boat. Em 1958, ele recebeu um Globo de Ouro de Melhor Entretenimento Mundial através de Filmes Musicais. Por seu trabalho na arte do cinema, ele foi premiado com uma estrela na Calçada da Fama de Hollywood.
Em 1966, a Variety listou Sidney como o diretor com mais filmes ganhando aluguel de US $ 4 milhões ou mais nos Estados Unidos e no Canadá, com 12 filmes na lista, com um aluguel total de US $ 57,25 milhões. Com base nos aluguéis listados para outros diretores, seu ranking foi o quarto com base no total de aluguéis. Seus filmes de melhor desempenho foram Bye Bye Birdie, The Eddy Duchin Story, Show Boat, Pepe, Pal Joey, Viva Las Vegas, Annie Get Your Gun, Anchors Aweigh, The Harvey Girls, Os Três Mosqueteiros, Cass Timberlane e Holiday in Mexico. Ele ficou em segundo lugar 11 anos depois.

## Vida pessoal
Ele foi casado três vezes: primeiro com Lillian Burns (divorciada), depois com Jane Robinson (1973–1991) e, finalmente, com Corinne Cole (1991–2002) até sua morte por complicações do linfoma em Las Vegas, Nevada, com a idade de 85 anos.

## Filmografia parcial
- Pilot #5 (1943)
- Thousands Cheer (1943)
- Bathing Beauty (1944)
- Anchors Aweigh (1945)
- Ziegfeld Follies (1945)
- The Harvey Girls (1946)
- Holiday in Mexico (1946)
- Cass Timberlane (1947)
- The Three Musketeers (1948)
- The Red Danube (1949)
- Key to the City (1950)
- Annie Get Your Gun (1950)
- Show Boat (1951)
- Scaramouche (1952)
- Young Bess (1953)
- Kiss Me Kate (1953)
- Jupiter's Darling (1955)
- The Eddy Duchin Story (1956)
- Jeanne Eagels (1957)
- Pal Joey (1957)
- Pepe (1960)
- Bye Bye Birdie (1963)
- A Ticklish Affair (1963)
- Viva Las Vegas (1964)
- The Swinger (1966)
- Half a Sixpence (1967)